# Персональна гвинтівка зупиняючого та стимулюючого впливу

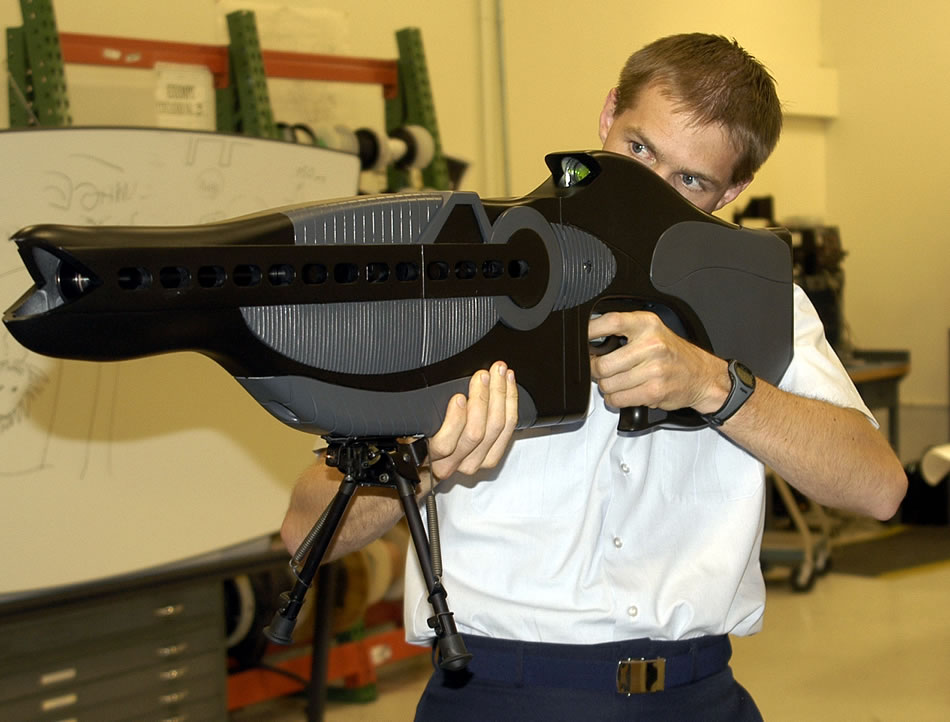
Гвинтівка PHASR

Персональна гвинтівка зупиняючого та стимулюючого впливу (англ. Personnel halting and stimulation response rifle, PHASR) — прототип нелетального лазерного засліплювача, розробленого Управлінням спрямованої енергетики Дослідницької лабораторії ВПС Міністерства оборони США. Призначення зброї — тимчасово дезорієнтувати та засліпити ціль. Осліплююча лазерна зброя була випробувана в минулому, але була заборонена згідно з Протоколом ООН про засліплюючу лазерну зброю 1995 року, до якого Сполучені Штати приєдналися 21 січня 2009 року Гвинтівка PHASR — це лазер низької інтенсивності, не заборонена цією постановою, оскільки ефект засліплення має бути тимчасовим. Гвинтівка генерує та надсилає мікрохвильовий імпульс із різним ступенем інтенсивності та потужності до однієї чи кількох цілей у певній зоні; імпульс змушує зовнішній шар шкіри нагріватися за допомогою мікрохвиль для безпечного відлякування людей. PHASR був випробуваний на авіабазі Кіртленд, що є частиною Управління енергетичної лабораторії ВПС у Нью-Мексико .